# 芸生新聞
芸生新聞は、パーフェクト リバティー教団の新聞（機関紙）。

## 概要
- 発行元は教団の出版社でもある「株式会社芸術生活社」（会員の間では通称「芸生社」などと呼ばれている）。
- 月に3回ないし、4回（毎週月曜日付け）発行され、主に教団内の出来事をまとめてある他、体験談、教団の歴史などが掲載されている。

## 備考
- 芸術生活社からは、PLカレンダーの他、月例雑誌として一般、青年向けの「PL」、中高生向けの「PLASMA」、などが発行されている。
- 2010年からは、教団小冊子の「愛」も発行していたが、現在はパーフェクトリバティー教団のホームページに掲載されている。